# Dinjiška
Dinjiška falu Horvátországban Zára megyében. Közigazgatásilag Paghoz tartozik.

## Fekvése
Pagtól 14 km-re délkeletre, a sziget délkeleti részén, a Pagot Zárával összekötő 106-os számú út mentén, az azonos nevű öböl partján fekszik. Dinjiškához egyházilag hét kisebb település tartozik: Miškovići, Juričevići, Magaši, Šišini, Kukovići, Stara Vasa és Vrčići. A közelében fekvő Velo Blato termékeny mezején megterem a gyümölcs és a szőlő is. A festői, szelíd és sekély Dinjiškai-öbölben több magányos strand található.

## Története
Dinjiška nevét a neves horvát nyelvész Petar Skok a kicsinyítő képzős „gdinjica” (kis erdőcske) kifejezésből származtatja. (A „gdinj” főnév önmagában is kis erdőt jelent.) A Pag-sziget ugyanis egykor erdős terület volt és nem olyan kopár mint manapság. Petar Runje ferences harmadrendi szerzetes és pap a Zára szigeteiről szóló munkájában néhány érdekes adatot közöl a dinjiškai plébániáról. Ezek között szerepel, hogy a falun kívül állt egy 14. századi kis templom, amely ma már romokban áll. Ez volt Dinjiška első plébániatemploma. Később a pagi bencések itteni birtokán állt 1401 körül épített Szent Mór tiszteletére szentelt templom lett a falu plébániatemploma. E templom mellett kolostor is állt, amely a pagi Szent Péter bencés apátság alárendeltségébe tartozott. 1401-ben Lukács zárai érsek név szerint említi a már a 14. század közepén is említett Szent Kereszt templom Dominik nevű papját. 1426-ban felépült a település Szent Bertalan temploma is, építtetője a pagi Ruić család volt. Közülük a Szent Mór templom máig fennmaradt és ma ez a falu plébániatemploma. A falu sziget többi részével együtt a 15. századtól Velencei Köztársasághoz tartozott. A 18. század végén Napóleon megszüntette a Velencei Köztársaságot. Pag szigete 1797 és 1805 között Habsburg uralom alá került, majd az egész Dalmáciával együtt a Francia Császárság része lett. 1815-ben a bécsi kongresszus újra Ausztriának adta, amely a Dalmát Királyság részeként Zárából igazgatta 1918-ig. 1857-ben 107, 1910-ben 138 lakosa volt. Ezt követően előbb a Szerb-Horvát-Szlovén Királyság, majd Jugoszlávia része lett. 2011-ben 137 lakosa volt.

## Lakosság
| Lakosság változása | Lakosság változása | Lakosság változása | Lakosság változása | Lakosság változása | Lakosság változása | Lakosság változása | Lakosság változása | Lakosság változása | Lakosság változása | Lakosság változása | Lakosság változása | Lakosság változása | Lakosság változása | Lakosság változása | Lakosság változása |
| ------------------ | ------------------ | ------------------ | ------------------ | ------------------ | ------------------ | ------------------ | ------------------ | ------------------ | ------------------ | ------------------ | ------------------ | ------------------ | ------------------ | ------------------ | ------------------ |
| 1857               | 1869               | 1880               | 1890               | 1900               | 1910               | 1921               | 1931               | 1948               | 1953               | 1961               | 1971               | 1981               | 1991               | 2001               | 2011               |
| 107                | 127                | 67                 | 108                | 150                | 138                | 138                | 303                | 281                | 186                | 161                | 137                | 156                | 181                | 144                | 137                |

## Nevezetességei
- Szent Mór tiszteletére szentelt plébániatemploma 1401 körül épült. A homlokzata feletti nyitott harangtoronyban két harang látható, alatta a bejárat felett kör alakú ablak. Közvetlenül a bejárat felett egy életnagyságú, fehér márványból faragott, szépen kidolgozott fiatal női fej van beépítve. Valószínűleg egy régi római épületről származik és görög, vagy római szobrászművész alkotása. A fej egy téglalap alakú posztamensen áll, melynek közepére a „C.D.S.M.” betűket vésték be. A négy betűt Mijo Sabljak 1952-ben a „Chiesa di Santo Mauro” (Szent Mór templom) felirat rövidítésként olvasta.[2] A dinijškaiak régóta a Rózsafüzér Királynőjének ünnepén tartják ünnepüket, amikor a településen nagy fesztivált rendeznek. Ekkor nem csak a helyiek, hanem a környező falvak lakossága is összegyűlik itt. 1966-ban Marijan Oblak segédpüspök új keresztutat szentelt fel a településen. A falu régi temetője a plébániatemplom körül volt. Az új temetőt 1975-ben szentelte fel Marijan Oblak akkor már zárai érsekként.[2]
- Az öbölben egy a francia uralom idején épített, mára elpusztult sólepárló telep található.